# 체 게바라 (2008년 영화)
《체 게바라》(Che)는 스티븐 소더버그가 감독한 영화이다. 마르크스주의 혁명가 체 게바라의 삶 및 쿠바 혁명을 소재로 삼았다. 베니치오 델 토로가 제작과 함께 주연으로 체 게바라 역을 맡았다.
《체 게바라》는 《체 게바라: 1부 아르헨티나》와 《체 게바라: 2부 게릴라》 두 편으로 이루어져 있다.
《아르헨티나》는 피델 카스트로와 체 게바라 및 다른 혁명가들이 처음으로 카리브 해의 섬에 상륙했을 때부터 시작해 2년 뒤 그들이 바티스타정권을 전복시키는 과정을 묘사하고 있다. 반면, 《게릴라》는 쿠바 혁명 이후 몇 년간을 묘사하고 있다. 《게릴라》는 체 게바라가 1964년, 뉴욕 시의 국제 연합 본부를 방문한 때부터, 1967년, 그가 볼리비아의 산지에서 숨을 거두기까지를 그리고 있다.
이 두 영화는 모두 2008년 5월 21일 2008 칸 영화제에서 상영되었다. 《체》라고 제목이 붙은 단일 영화로서 상영되었다.

## 줄거리

### 제1부: 아르헨티나인
1964년 아바나. 체 게바라는 미국의 언론인 리사 하워드와의 인터뷰에서, 라틴아메리카 전역에 걸친 개혁 움직임이 “쿠바 혁명”의 메시지를 약화시키는 것이 아니냐는 질문을 받는다.
시간은 1955년으로 거슬러 올라간다. 멕시코시티의 한 모임에서 게바라는 피델 카스트로를 처음으로 만나게 된다. 그는 카스트로의 혁명 계획을 경청하고, 곧바로 7월 26일 운동에 합류한다.
다시 1964년, 뉴욕 유엔 본부. 유엔 총회에서 연설하는 체 게바라의 모습이 이어진다. 그는 미국 제국주의를 강도 높게 비판하며, 자신이 속한 정권 하에서 자행된 처형들에 대해 “이것은 사생결단의 전쟁”이라며 공개적으로 옹호한다.
1957년 3월. 게바라는 지독한 천식 발작을 견디며 시에라 마에스트라 산맥에서 혁명군과 함께 활동을 이어간다. 1957년 5월 28일, 카스트로의 부대와 합류한 후, 이들은 군 병영을 공격한다. 이후 혁명군은 점차 쿠바의 농민 계층의 지지를 얻으며, 정부군과 내부 배신자들을 상대로 전투를 지속한다. 시간이 흐르며 정부는 시골 지역에 대한 통제력을 상실하고, 7월 26일 운동은 쿠바 내 다른 혁명 세력과의 연대를 통해 마을과 도시들을 하나둘 점령하기 시작한다. 대부분의 지역은 거의 저항 없이 반군의 손에 넘어간다.
1958년 10월 15일. 게릴라군은 라스 비야스(Las Villas)로 진격한다. 이어지는 산타 클라라 전투에서는 체 게바라의 탁월한 전술적 역량이 두드러진다. 거리 전투 속에서 그는 병력과 무기를 실은 기차를 탈선시키는 등 결정적인 승리를 거둔다. 영화는 혁명군의 승리로 마무리되며, 게바라는 아바나로 향하면서 이렇게 말한다. "우리는 전쟁에서 승리했다. 이제 혁명이 시작되는 거야."

### 2부: 게릴라
1966년 11월 3일, 체 게바라는 중년의 우루과이 출신 미주기구(OAS) 대표로 위장하여 볼리비아 라파스에 입국한다. 이후 그는 산악 지대로 향해 동지들과 합류한다. 영화는 그가 볼리비아에 머문 날짜를 기준으로 구성된다.
제26일, 게바라가 외국인임에도 불구하고 그의 부대 내에는 강한 연대감이 형성되어 있다. 그러나 제67일, 게바라는 배신의 조짐을 감지한다. 그는 농민들을 설득하려 하지만 마약 밀수업자로 오해를 받는다. 볼리비아 공산당 지도자 마리오 몬헤는 무장 투쟁에 대한 지지를 거부한다.
제100일, 식량 부족이 심각해지자 게바라는 쿠바 출신과 볼리비아 출신 대원들 간의 갈등을 절제와 규율로 해결하려 한다.
제113일, 일부 게릴라 대원이 이탈하고, 그 중 일부가 체포되면서 군은 반군의 은신처를 파악한다. 그곳에는 대량의 식량과 보급품, 그리고 반군 대원의 대부분이 쿠바인임을 확인할 수 있는 정보가 보관되어 있었다. 게바라는 타마라 “타니아” 분케가 신중하지 못하게 신분을 노출시키고, 작전 계획을 망쳐버린 것에 실망을 금치 못한다.
제141일, 게릴라들은 포로로 잡은 볼리비아 병사들을 혁명에 동참할 것을 권유하지만, 이들은 이를 거부한다. 이에 체는 이들을 석방해 마을로 돌려보낸다. 이후 볼리비아 대통령 르네 바리엔토스는 미국에 지원을 요청하고, 미 CIA와 특수부대 고문단이 볼리비아에 파견되어 정부군을 훈련시키고 대반군 작전을 감독한다.
제169일, 체 게바라의 친구이자 프랑스 지식인인 레지 드브레가 무유팜파에서 체포된다. 이로써 체와 외부 세계를 잇는 마지막 연결 고리 중 하나가 끊긴다. 제219일, 정부군의 공습이 이어지며 반군은 더욱 깊은 은신처로 후퇴한다. 이후 게바라는 병력을 둘로 나누는데, 우수한 전투원들은 그의 지휘 하에 별도 부대를 이루고, 타니아를 포함한 나머지 인원은 물자를 운반하며 다른 방향으로 이동한다.
게바라는 급성 천식으로 인해 제280일 무렵에는 거의 숨을 쉬지 못할 정도로 건강이 악화된다. 그럼에도 그는 전열을 재정비하고 다른 부대와 합류하기 위해 행군을 계속한다. 제302일, 현지 정보원의 밀고로 인해 다른 부대가 바도 델 예소를 건너려다 정부군의 매복에 걸려壊滅되며 타니아 분케, 후안 아쿠냐 누녜스 등 다수가 전사한다.
제340일, 체는 유로 협곡에서 볼리비아 정부군에게 포위당한 끝에 부상당하고 생포된다. 다음 날, 쿠바계 미국인 CIA 요원 알레한드로 라미레스(가공의 인물로 펠릭스 로드리게스를 모티브로 함)가 헬리콥터에서 내려와 심문하지만, 아무것도 얻지 못한다. 곧 볼리비아군 상부는 ‘명령 600’이라는 암호로 체 게바라의 처형을 지시한다. 1967년 10월 9일, 볼리비아 병사 한 명이 만취한 채 체를 사살한다. 이후 그의 시신은 헬리콥터 착륙 장치에 묶여 현장을 떠난다.
영화의 마지막 장면은 1956년, 쿠바 혁명이 막 시작되기 직전의 회상으로 전환된다. 게바라는 그란마호에 탑승한 채 바다를 바라본다. 선두에는 피델과 라울 카스트로 형제가 서 있고, 피델은 이야기하고 라울은 기록을 남기고 있다. 체는 한 동지에게 껍질 벗긴 오렌지를 건넨 후, 다시 카스트로 형제에게 시선을 고정한다. 장면은 서서히 어두워지며 막을 내린다.

## 출연진

### 제1부
- 베니치오 델 토로 – 에르네스토 "체" 게바라 역
- 데미안 비치르 – 피델 카스트로 역
- 호드리고 산토로 – 라울 카스트로 역
- 산티아고 카브레라 – 카밀로 시엔푸에고스 역
- 카탈리나 산디노 모레노 – 알레이다 마치 역
- 줄리아 오몬드 – 리사 하워드 역
- 블라디미르 크루즈 – 라미로 발데스 역
- 호르헤 페루고리아 – 후안 비탈리오 "빌로" 아쿠냐 역
- 베냐민 베니테즈 – 로돌포 역
- 에드가 라미레즈 – 시로 레돈도 역
- 브루노 비치르 – 로하스 대령 역
- 아르만도 리에스코 – 다리엘 "베니뇨" 라미레즈 역
- 네스터 로둘포 – 마누엘 "미겔" 오소리오 역
- Jsu 가르시아 – 호르헤 소투스 역
- 엘비라 민게스 – 셀리아 산체스 역
- 알프레도 데 케사다 – 이스라엘 파르도 역
- 로베르토 루이스 산타나 – 후안 알메이다 보스케 역
- 샘 로바즈 – 태드 술크 역
- 빅터 라수크 – 로헬리오 아세베도 역
- 칼릴 멘데즈 – 레오나르도 "우르바노" 누녜스 역
- 마리세 알바레즈 – 빌마 에스핀 역
- 안드레스 마누엘 무나르 – 호세 이글레시아스 레이바 역
- 우낙스 우갈데 – 로베르토 "엘 바케리토" 로드리게스 역
- 오셀로 렌솔리 – 해리 "폼보" 비예가스 역
- 노먼 산티아고 – 카를로스 "투마" 코에요 역
- 페드로 텔레마코 – 엘리히오 멘도사 역
- 제이 포터 – 리처드 C. 호틀릿 역
- 스티븐 메일러 – 폴 니븐 역
- 존 드 브리스 – 유진 맥카시 역
- 조크산 라모스 – 라울 치바스 역
- 하비에르 오르티스 – 펠리페 파소스 역
- 마이클 컨트리맨 – 애들라이 스티븐슨 2세 역
- 오스카 아이삭 – UN 통역사 및 영화 내레이터 역

### 제2부
- 프랑카 포텐테 – 타마라 "타니아" 분케 역
- 가스톤 파울스 – 시로 부스토스 (엘 아르헨티노) 역
- 루 다이아몬드 필립스 – 마리오 몬헤 역
- 조아킴 데 알메이다 – 레네 바리엔토스 역
- 율 바스케스 – 알레한드로 라미레스 역
- 마르크 앙드레 그론댕 – 레지 드브레 역
- 에두아르 페르난데스 – 시로 알가라냐스 역
- 크리스티안 메르카도 – 기도 페레도 리에게 역
- 조르디 몰라 – 마리오 바르가스 역
- 파블로 두란 – 알베르토 "판초" 페르난데스 역
- 오스카 하에나다 – 다비드 "다리오" 아르디아솔라 역
- 루벤 오찬디아노 – 엘리세오 "롤란도" 레예스 역
- 에세키엘 디아스 – 호르헤 바스케스 "로로" 비아냐 역
- 카를로스 아코스타 밀리안 – 안토니오 도밍게스 플로레스 역
- 안토니오 데 라 토레 – 카를로스 페르난데스 역
- 후안 카를로스 베리도 – 에르난 플라타 역
- 아론 베가 – 호세 "리카르도" 마르티네스 역
- 로베르토 산 마르틴 – 게리 프라도 살몬 역
- 제임스 디 디버 – 랄프 "패피" 셸턴 역
- 마크 엄버스 – 조지 A. 로스 역
- 페드로 카사블랑 – 호아킨 센테노 역
- 토마스 델 에스탈 – 알프레도 오반도 칸디아 역
- 히랄도 모이세스 – 이스라엘 "브라우리오" 레예스 역
- 다비드 셀바스 – 안드레스 셀리치 역
- 엔리케 아르세 – 카를로스 페레스 역
- 크리스티안 에스키벨 – 마리오 테란 역
- 맷 데이먼 – 슈바르츠 신부 역

## 기타
- 원작자: 체 게바라
- 라인프로듀서: 셀리아 D. 코스타스
- 라인프로듀서: 애너 로스
- 라인프로듀서: 크리스티나 주마라가
- 협력프로듀서: 필라 베니토
- 협력프로듀서: 실바나 파테르노스트로
- 미술: 안손 고메즈
- 세트: 필라 레부엘타
- 의상: 비나 다이겔러
- 배역: 로드리고 벨롯
- 배역: J.C. 캔터
- 배역: 마리 베뉴

## 제작
| “ | 체 게바라는 정말 대단하고 전설적인 영화 소재입니다. 체 게바라는 지난 세기에서 가장 매혹적인 삶을 산 인물 중 하나였습니다. | ” |
|   | — 스티븐 소더버그 감독 |   |

《아르헨티나인》과 《게릴라》 두 영화를 위해 조사작업을 하던 소더버그는 쿠바, 볼리비아 등지에서 체 게바라와 같이 활동했던 사람들과 인터뷰를 가졌고 그것을 다큐멘터리 한 편에 담기도 하였다. 처음에는, 하나의 각본만이 있었다. 하지만 스티븐 소더버그는 영화를 두 개로 쪼갤 필요가 있다고 느꼈다. 쿠바 혁명 당시와 볼리비아 체류 당시의 체 게바라의 일기가 영화 대본의 소재가 되었다. 거기서부터 시작해서, 스티븐 소더버그는 앞서 말한 두 시절에 걸쳐 체 게바라를 알던 사람들을 인터뷰하였고, 체 게바라의 쿠바와 볼리비아 시기에 대한 책이라면 그것들을 몽땅 읽었다.
두 영화는 단돈 한 푼의 미국 자본의 투입이나 배급 계약 없이 만들어졌다.

### 칸에서의 반응

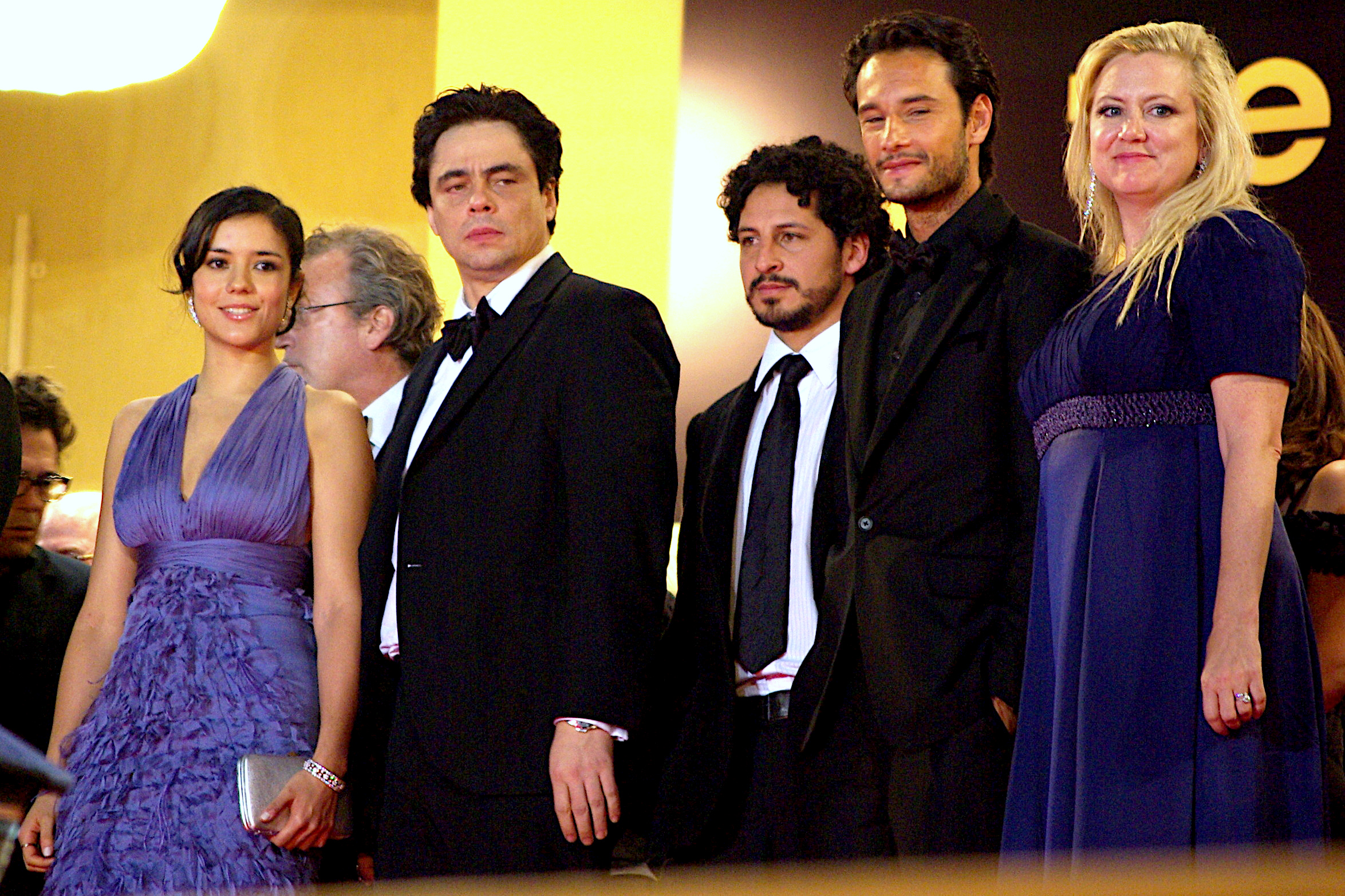
2008 칸 영화제에 참석한 제작진과 출연 배우들.

칸에서《아르헨티나인》 및 《게릴라》 두 영화는 프랑스, 영국, 스칸디나비아, 이탈리아, 일본 등 각국에 팔렸다. 21세기 폭스사는 스페인어 극장 개봉권과 홈 비디오 제작권을 가져갔다.
이 두 영화에 대한 평단의 반응으로서 호평과 악평이 엇갈렸다.
제임스 로치(Jame Rocchi)는 이 영화를 "대담하고, 아름답고, 황량하고, 훌륭하다"라고 평하였다. "
피터 브래드쇼(Peter Bradshaw)는 더 가디언 지에 기고한 그의 평론에서, "이 영화는 아마도 스티븐 소더버그의 결함있는 걸작이 될 것이다. 마음을 사로잡지만, 구조적으로 망가져 있다. "라고 평하였다.

## 같이 보기
- 모터싸이클 다이어리